# Хёринген
Хёринген (нем. Höringen) — община в Германии, в земле Рейнланд-Пфальц. 
Входит в состав района Доннерсберг. Подчиняется управлению Виннвайлер.  Население составляет 714 человек (на 31 декабря 2010 года). Занимает площадь 10,74 км².